# پینگلسهاگن
پینگلسهاگن (به آلمانی: Pingelshagen) یک شهر در آلمان است که در نوردوست‌مکلنبورگ واقع شده‌است. پینگلسهاگن ۵۷۶ نفر جمعیت دارد.